# 에스원CRM
에스원CRM은 대한민국의 기업으로, 에스원의 자회사이다.

## 연혁
- 2002년 7월: 국내 보안업체 최초 에스원 60석 규모의 서울 콜센터 오픈
- 2004년 5월: 에스원 40석 규모의 수원 콜센터 오픈
- 2009년 6월: 에스원 서울 수원 콜센터 통합, 150석 규모의 수원 통합 콜센터 오픈
- 2010년 11월: 한국장애인고용공단과 자회사형 표준 사업장 MOU 협약, 12월: 에스원 (주) CRM센터 분사, 에스원CRM (주) 설립, 박영수 초대 대표이사 취임
- 2011년 3월: 하우훈 대표이사 취임, 6월: 장애인 표준사업장 인증, 12월: 경기도지사 표창장 수상
- 2012년 3월: 김경탁 대표이사 취임
- 2013년 9월: 장애인고용우수사업주 인증, 12월: 올해의 편한 일터 선정[3]
- 2021년 1월: 천병규 대표이사 취임